# Lista światowego dziedzictwa UNESCO w Królestwie Niderlandów
Lista światowego dziedzictwa UNESCO w Królestwie Niderlandów – lista znajdujących się w Królestwie Niderlandów miejsc wpisanych na listę światowego dziedzictwa UNESCO, ustanowionej na mocy Konwencji w sprawie ochrony światowego dziedzictwa kulturowego i naturalnego, przyjętej przez UNESCO na 17. sesji w Paryżu 16 listopada 1972 i ratyfikowanej przez Królestwo Niderlandów 26 sierpnia 1992 roku.
Obecnie na liście znajduje się 13 obiektów: 12 dziedzictw kulturowych i 1 o charakterze przyrodniczym.
Na niderlandzkiej liście informacyjnej UNESCO – liście obiektów, które Królestwo Niderlandów zamierza rozpatrzyć do zgłoszenia do wpisu na listę światowego dziedzictwa – znajdują się 2 obiekty.

## Obiekty na liście światowego dziedzictwa UNESCO
Poniższa tabela przedstawia niderlandzkie obiekty na liście światowego dziedzictwa UNESCO:
Nr ref. – numer referencyjny UNESCO;
Obiekt – polskie tłumaczenie nazwy wpisu na liście wraz z jej angielskim oryginałem;
Położenie – miasto, prowincja, współrzędne geograficzne;
Typ – klasyfikacja według Komitetu Światowego Dziedzictwa:
- kulturowe (K),
- przyrodnicze (P),
- kulturowo–przyrodnicze (K,P);

Rok wpisu – rok wpisu na listę;
Opis – krótki opis wpisu wraz z informacjami o jego zagrożeniu.
     Wpisy transgraniczne
| Nr ref. | Obiekt | Zdjęcie | Położenie | Typ             | Rok            | Opis |
| ------- | --- | ------- | --- | --------------- | -------------- | --- |
| 739     | Schokland i okolice Schokland and Surroundings |         | Noordoostpolder, Flevoland 52°38′03,1″N 5°46′40,4″E/52,634194 5,777889                                                   | K (iii)(v)      | 1995           | Schokland to wyspa w północnej części Holandii zamieszkała od średniowiecza. Wzrastający poziom wód zmusił mieszkańców do opuszczenia wyspy w 1859 roku. Dzięki wysuszeniu zalewu Zuiderzee udało się uratować charakterystyczną zabudowę wyspy. |
| 759     | Holenderskie linie obrony wodnej Dutch Water Defence Lines |         | Amsterdam, Holandia Północna 52°22′00″N 4°53′00″E/52,366667 4,883333                                                     | K (ii)(iv)(v)   | 1996 2021      | Linia obronna Amsterdamu to pas fortyfikacji zbudowanych wokół miasta Amsterdam. Została wybudowana w latach 1883–1920, a jej długość wynosi 135 km. W 2021 roku wpis został rozszerzony o holenderskie linie wodne. |
| 818     | Wiatraki w Kinderdijk-Elshout Mill Network at Kinderdijk-Elshout                                                                                                  |         | Kinderdijk, Holandia Południowa 51°52′57,3″N 4°38′32,2″E/51,882583 4,642278                                              | K (i)(ii)(iv)   | 1997           | Grupa 19 zabytkowych wiatraków, które służyły do odprowadzania wody. Powstały one w latach 1738–1740. Wraz z postępem technologicznym zostały one zastąpione przez pompy parowe, a te z kolei przez pompy elektryczne i spalinowe. Ostatnie z wiatraków były wykorzystywane do końca lat 40. XX wieku.                                                                            |
| 819     | Strefa zabytkowa w Willemstadt, centrum miasta i port (Antyle Holenderskie) Historic Area of Willemstad, Inner City and Harbour, Curaçao                          |         | Willemstad, Curaçao 12°06′29″N 68°56′06″W/12,108000 -68,935000                                                           | K (ii)(iv)(v)   | 1997           | Willemstad zostało założone jako osada handlowa przez kupców z Niderlandów w 1634 roku. Współczesne miasto składa się z kilku historycznych dzielnic, które odzwierciedlają mieszankę wpływów kultury niderlandzkiej, hiszpańskiej, portugalskiej oraz afro-karaibskiej. Wiele zabytkowych domów pomalowanych jest na jaskrawe kolory – to tradycja sięgająca początku XIX wieku. |
| 867     | Woudagemaal – stacja pomp parowych Ir.D.F. Woudagemaal (D.F. Wouda Steam Pumping Station)                                                                         |         | Lemmer, Fryzja 52°50′47,4″N 5°40′44,9″E/52,846500 5,679139                                                               | K (i)(ii)(iv)   | 1998           | Stacja pomp parowych Woudagemaal to instalacja zasilana parą, służąca do ochrony nisko położonych terenów Fryzji przed zalaniem. Rozpoczęła pracę w 1920 roku. W momencie powstania była największą i najbardziej zaawansowaną technologicznie stacją pomp parowych na świecie. W chwili wpisania na listę była wciąż w pełni sprawna i funkcjonująca.                            |
| 899     | Droogmakerij de Beemster (Polder Beemster) Droogmakerij de Beemster (Beemster Polder)                                                                             |         | Beemster, Holandia Północna 52°33′00″N 4°56′00″E/52,550000 4,933333                                                      | K (i)(ii)(iv)   | 1999           | Polder Beemster to najstarszy obszar ziemi w Holandii utworzony poprzez osuszenie morza. Został odwodniony w 1612 roku dzięki postępowi w technologii młynów wiatrowych i do dziś jest wykorzystywany rolniczo. |
| 965     | Rietveld Schröderhuis (Dom Schrödera Rietvelda) Rietveld Schröderhuis (Rietveld Schröder House)                                                                   |         | Utrecht, Prowincja Utrecht 52°05′07,2″N 5°08′51,4″E/52,085330 5,147600                                                   | K (i)(ii)       | 2000           | Dom Schrödera Rietvelda został zbudowany w 1924 roku. Został zamówiony przez Truus Schröder-Schräder, a zaprojektował go Gerrit Thomas Rietveld. Jest to jedno z najbardziej znanych dzieł grupy De Stijl. Od lat 70. XX wieku pełni funkcję muzeum. |
| 1314    | Morze Wattowe Wadden Sea |         | Fryzja, Groningen oraz Holandia Północna 53°23′27″N 5°39′57″E/53,390833 5,665833 53°22′00″N 6°53′47″E/53,366667 6,896389 | P (viii)(ix)(x) | 2009 2011 2014 | Akwen obejmujący Zatokę Niemiecką położony pomiędzy kontynentem a łańcuchem Wysp Fryzyjskich. Jest to największy na świecie system mułów i piasków odsłanianych podczas odpływu i zalewanych podczas przypływu. Wpis transgraniczny z Danią oraz Niemcami. |
| 1349    | Strefa siedemnastowiecznych kanałów koncentrycznych w rejonie Singelgracht w Amsterdamie Seventeenth-Century Canal Ring Area of Amsterdam inside the Singelgracht |         | Amsterdam, Holandia Północna 52°21′54″N 4°53′16″E/52,365000 4,887778                                                     | K (i)(ii)(iv)   | 2010           | System kanałów w Amsterdamie został zaprojektowany pod koniec XVI wieku, a jego budowa miała miejsce w XVII wieku. Większość zabudowy mieszkalnej w tym rejonie, powstałej w XVII i XVIII wieku, przetrwała do dziś. W tamtym okresie Amsterdam uchodził za wzorcowe miasto, stanowiące inspirację dla licznych projektów urbanistycznych na całym świecie.                       |
| 1441    | Zespół fabryczny Van Nelle Van Nellefabriek |         | Rotterdam, Holandia Południowa 51°55′22″N 4°26′01″E/51,922778 4,433611                                                   | K (ii)(iv)      | 2014           | Fabryka została zbudowana w latach 20. XX wieku jako zakład przetwórstwa i pakowania żywności, zajmujący się produkcją kawy, herbaty i tytoniu. Zaprojektował ją Leendert van der Vlugt. Działalność przemysłowa w fabryce zakończyła się w latach 90. XX wieku. |
| 1555    | Charytatywne kolonie rolnicze Colonies of Benevolence |         | Drenthe 52°51′26,2″N 6°10′01,8″E/52,857283 6,167167 53°02′31,6″N 6°23′29,7″E/53,042103 6,391589                          | K (ii)(iv)      | 2021 2023      | Kolonie rolnicze zostały założone w 1818 roku. Zatrudniano na nich osoby, które utraciły swój majątek w wyniku wojen napoleońskich, a także weteranów wojennych. W szczytowym momencie w połowie XIX wieku kolonie w Holandii zamieszkiwało ponad 11 000 osób. Wpis transgraniczny z Belgią.                                                                                      |
| 1631    | Granice Imperium Rzymskiego – limes w dolnej Germanii Frontiers of the Roman Empire – The Lower German Limes                                                      |         | Geldria, Holandia Południowa, Utrecht                                                                                    | K (ii)(iii)(iv) | 2021           | Wpis obejmuje rzymskie umocnienia graniczne wzdłuż Renu. Ich długość wynosi ok. 400 km. Znajdują się one na terytorium Holandii oraz Niemiec. |
| 1683    | Planetarium Eisingi we Franeker Eisinga Planetarium in Franeker                                                                                                   |         | Franeker, Fryzja 53°11′14,6″N 5°32′37,6″E/53,187389 5,543778                                                             | K (iv)          | 2023           | Planetarium Eisingi we Franeker jest najstarszym działającym planetarium na świecie. Zawiera ono mechaniczny model Układu Słonecznego, który został zbudowany przez Eise Eisingę w latach 1774–1781. Planetarium do dziś pozostaje w pełni sprawne. |

## Obiekty na niderlandzkiej liście informacyjnej UNESCO
Poniższa tabela przedstawia niderlandzkie obiekty na liście informacyjnej UNESCO:
Nr ref. – numer referencyjny UNESCO
Obiekt – polskie tłumaczenie nazwy wpisu na liście informacyjnej wraz z jej angielskim oryginałem
Położenie – miasto, prowincja, współrzędne geograficzne
Typ – klasyfikacja według Komitetu Światowego Dziedzictwa:
- kulturowe (K)
- przyrodnicze (P)
- kulturowo–przyrodnicze (K,P)

Rok wpisu – roku wpisu na listę informacyjną
Opis – krótki opis obiektu wraz z informacjami o jego zagrożeniu.
| Nr ref. | Obiekt                                                     | Zdjęcie | Położenie                                                             | Typ           | Rok  | Opis |
| ------- | ---------------------------------------------------------- | ------- | --------------------------------------------------------------------- | ------------- | ---- | --- |
| 5627    | Park Morski Bonaire Bonaire Marine Park                    |         | Bonaire, Klein Bonaire 12°10′18,1″N 68°17′37,3″W/12,171700 -68,293700 | P (vii)(ix)   | 2011 | Wpis na listę informacyjną obejmuje Park Narodowy Bonaire o powierzchni 27 km2. Jest to siedlisko ponad 50 gatunków koralowców oraz ponad 350 gatunków ryb rafowych, a także miejsce lęgowe dla żółwi morskich.                                            |
| 5632    | Plantacje na zachodnim Curaçao Plantations in West Curaçao |         | Curaçao                                                               | K (ii)(iv)(v) | 2011 | Wpis na listę informacyjną obejmuje cztery plantacje Ascencion, San Juan, Savonet oraz Knip zlokalizowane w zachodniej części wyspy Curaçao. Początkowo pracowali na niej wyłącznie niewolnicy. Zostały założone w XVII wieku i funkcjonowały aż XX wieku. |